# Віреончик рудолобий
Віреончик рудолобий (Tunchiornis ochraceiceps) — вид горобцеподібних птахів родини віреонових (Vireonidae).

## Поширення
Поширений з низин Мексиканської затоки через Гватемалу, Беліз, Гондурас, Нікарагуа, Коста-Рику, Панаму, захід Колумбії до північно-західної частини Еквадору; інша частина ареалу лежить від південної та східної Колумбії, південної та східної Венесуели на схід до Гаяни, Суринаму та Французької Гвіани і на південь до східного Еквадору, південного Перу, північної Болівії та бразильської Амазонії. Населяє підліски вологих гірських лісів на висоті до 1600 м над рівнем моря.

## Опис
Невеликий птах, завдовжки 11,5 см і вагою 11 г. Корона коричнева, яскравіша на лобі, але зменшена або навіть відсутня у птахів з північного сходу Південної Америки, які також мають темні райдужки, тоді як на більшій частині ареалу райдужка бліда. Зверху птах оливковий, крила і хвіст більш коричневі. Нижня частина блідо-сірувата, на грудях оливкова. Дзьоб сіруватий, знизу блідіший. Ніжки тілесного кольору.

## Спосіб життя
Харчується комахами, але взимку споживає дрібні плоди. Шукає поживу в підліску, часто у змішаних зграях. Розмножується в березні-травні в Коста-Риці і в лютому в Колумбії. Гніздо чашоподібне, виготовлене з рослинних волокон, частково вкрите мохом, розміщене на низькому або середньому рівні в розвилках дерев (висота від 2 до 7 м), закріплене павутиною. Самиця відкладає 2 білих яйця. Обидва батьки відповідають за догляд за пташенятами.

## Підвиди
Вид включає десять підвидів:
- Tunchiornis ochraceiceps ochraceiceps (P.L. Sclater, 1860) — південна Мексика, включаючи більшу частину півострова Юкатан, на схід до північної Гватемали та Белізу.
- Tunchiornis ochraceiceps pallidipectus (Ridgway, 1903) — південна Гватемала та Гондурас на південь на схилі Карибського моря до північно-західної Панами.
- Tunchiornis ochraceiceps pacificus Parkes, 1991 — тихоокеанський схил Коста-Рики і західної Панами.
- Tunchiornis ochraceiceps nelsoni (Todd, 1929) — Панама.
- Tunchiornis ochraceiceps bulunensis Hartert, 1902 — східна Панама і прилегла західна Колумбія на південь до північно-західного Еквадору.
- Tunchiornis ochraceiceps ferrugineifrons P.L. Sclater, 1862 — південно-східна Венесуела і прилегла західна Гаяна, південно-східна та східна Колумбія, східний Еквадор, північний схід Перу, західна частина Бразилії.
- Tunchiornis ochraceiceps viridior (Todd, 1929) — південна частина Перу та північна Болівія.
- Tunchiornis ochraceiceps luteifrons P.L. Sclater, 1881 — південно-східна Венесуела, Гвіана та північ Бразилії.
- Tunchiornis ochraceiceps lutescens (Snethlage, 1914) — північ центральної Бразилії на південь від Амазонки.
- Tunchiornis ochraceiceps rubrifrons Sclater & Salvin, 1867 — північно-східна Бразилія на південь від Амазонки.